# Ralph Willis Baldner
Ralph Willis Baldner (* 29. Juli 1913; † 2. Mai 1987) war ein US-amerikanischer Französist.

## Leben
Baldner studierte an der Miami University in Oxford (Ohio) (A.B. 1934) und an der Vanderbilt University in Tennessee (M.A. 1936 mit der Arbeit The philosophy of Romain Rolland). Nach dem Kriegsdienst studierte und unterrichtete er an der University of California at Berkeley und wurde dort 1957 promoviert mit der Dissertation The theory and practice of the Nouvelle in France from 1600 to 1660 (Berkeley 1957). Baldner war Professor für Französisch an der University of Victoria in Victoria (British Columbia), Kanada. Sein Grab ist auf dem National Memorial Cemetery of the Pacific in Honolulu.

## Werke
- (Hrsg. mit J. Beattie MacLean) Proceedings. Pacific Northwest Conference on Foreign Languages. University of Victoria 17, 1966.
- (Hrsg. mit Irwin Weil) Proceedings. Pacific Northwest Conference on Foreign Languages. Gonzaga University 18, 1967.
- (Hrsg.) Proceedings. Pacific Northwest Conference on Foreign Languages. University of Victoria 21, 1970.
- Bibliography of seventeenth-century French prose fiction, New York, Printed for the Index Committee of the Modern Language Association of America, by the Columbia University Press, 1967.